# Упоредна психологија
Упоредна психологија или компаратаивна психологија је грана психологије која се бави проучавањем понашања животиња и менталних процеса животиња, посебно јер се оне односе на филогенетску историју, адаптивни значај и развој понашања. Истраживања у овој области баве се многим различитим питањима, и користе многе различите методе како би се истражило понашање многих различитих врста, од инсеката до примата.
Савремена истраживања понашања животиња започела су Чарлс Дарвин и Georgesa Romanesa, да би ово поље истраживања прерасло у мултидисциплинарну област, којом се данас баве биолози, психолози, антрополози, еколози, генетичари и многи други који проучавају понашања животиња. У свом раду упоредна психологија често користи упоредну методу за проучавање животног понашања, заснован на упоређивању сличности и разлика међу врстама како би се стекло сазнање о еволуционим односа. Упоредна метода се такође може користити и за упоређивање савремених животињских врста са древним врстама, се односи на научно проучавање понашања и менталних процеса животиња које нису људи, посебно јер се оне односе на филогенетску историју, адаптивни значај и развој понашања. Истраживања у овој области баве се многим различитим питањима, користе многе различите методе и истражују понашање многих различитих врста, од инсеката до примата.
Међутим, неки истраживачи сматрају да директна упоређивање не би требало да буду једини фокус упоредне психологије и да је интензивно усредсређивање на један организам ради разумевања његовог понашања исто тако пожељно; ако не и значајније. Доналд Девсбури је прегледао радове неколико психолога и њихове дефиниције и закључио да је циљ упоредне психологије успостављање принципа општости фокусирајући се на приближну и на крајњу узрочност.

## Историја
Научник из 9. века ал-Јахиз написао је радове о друштвеној организацији и методама комуникације животиња попут мрава.
Арапски писац из 11. века Ибн ал-Хаитхам (Алхазен) написао је Трактат о утицају мелодија на душе животиња, рану расправу која се бави ефектима музике на животиње. У расправи он демонстрира како би се темпо камиле могао убрзати или успорити уз употребу музике, и показује друге примере како музика може утицати на понашање животиња, експериментишући са коњима, птицама и гмизавцима. Све до 19. века, већина научника у западном свету наставила је да верује да је музика изразито људска појава, али су експерименти потврдили став Ибн ал-Хаитхама да музика заиста има утицај на животиње.
Чарлс Дарвин је био централна личност у развоју компаративне психологије; јер се сматрао да би у психологији требало користити термине "пре-" и "пост-Дарвинова" учења јер су његови доприноси били толико утицајни. Дарвинова изучавања довела су до теорије о неколико хипотеза, а једна је да се фактори који издвајају људе, од других живих бића су више менталне, моралне и духовне способности, које се могу објаснити еволуционим принципима.
Pierre Flourens, студент Чарлса Дарвина и Georgea Romana, постао је први истраживач који је користио термин упоредна психологија у својој књизи Компаративна психологија (Psychologie Comparée), објављеној 1864. године
Две деценије касније (1882) Romanes је објавио књигу Animal Intelligence у којој је предложио науку и систем упоређења животињског и људског понашање. Други важни упоредни мислиоци били су C. Lloyd Morgan и Konrad Lorenz.
На даљи развој упоредне психологије такође су утицали многи психолози, укључујући Ивана Павлова и Едварда Торндикеа, као и бихевиористи, укључујући Џона Б.

## Опште информације
Питање са којим су се суочили упоредни психолози је релативна интелигенција различитих врста животиња. Заиста, неки рани покушаји истинске упоредне психологије укључивали су процену колико би животиње различитих врста могле научити различите задатке. Ови покушаји су пропали; ретроспективно се може видети да нису били довољно софистицирани, било у анализи захтева различитих задатака, било у избору врста за упоређивање. Међутим, дефиниција „интелигенције“ у упоредној психологији дубоко је погођена антропоморфизмом; експерименти усредсређени на једноставне задатке, сложене проблеме, преокретање учења, скупове учења и одложену измену били су мучени практичним и теоријским проблемима.
У литератури се „интелигенција“ дефинише као оно што је најближе људским перформансама и занемарује понашања за која људи обично нису способни (нпр ехолокација). Конкретно, упоредни истраживачи наилазе на проблеме повезане са индивидуалним разликама, разликама у мотивацији, разликама у јачању, разликама у сензорним функцијама, разликама у моторичким капацитетима и припремљеношћу за врсту (јер су неке врсте еволуирале да би стекле нека понашања брже од других понашања).
Употреба компаративног приступа понашању омогућава процену циљног понашања из четири различите, комплементарне перспективе, које је развио Николас Тинберген.
- Прво, неко се може запитати колико је свеприсутно понашање међу врстама (колико је уобичајено понашање међу животињским врстама)?.
- Друго, неко се може запитати како понашање доприноси доживотном репродуктивном успеху појединаца који показују понашање (да ли понашање доводи до тога да животиње рађају више потомака од животиња које не показују одређено понашање)? Теорије које се баве коначним узроцима понашања засноване су на одговорима на ова два питања.
- Треће, који су механизми укључени у понашање (које су физиолошке, бихевиоралне и компоненте окружења неопходне и довољне за стварање понашања)?
- Четврто, истраживач се може запитати о развоју понашања код појединца (која сазревања, учење, друштвена искуства мора проћи појединац да би показао своје понашање)?